# Inaba Masanobu
Inaba Masanobu est un nom japonais traditionnel ; le nom de famille (ou le nom d'école), Inaba, précède donc le prénom (ou le nom d'artiste).
Inaba Masanobu (稲葉 正謖) (8 novembre 1749 - 5 octobre 1806) est un daimyo de la fin de l'époque d'Edo de l'histoire du Japon. La famille de Masanobu descend de Masanari, un fils cadet de Konō Michitaka, daimyō de la province de Mino, vassal d'Oda Nobunaga et plus tard de Toyotomi Hideyoshi. Le voyage de Carl Peter Thunberg de Dejima à Edo traverse la province de Yamashiro et son compte rendu rapporte que Masanobu est daimyō du domaine de Yodo.
Les Makino font alors partie des clans fudai ou clan daimyo « intérieurs », vassaux ou alliés héréditaires du clan Tokugawa, en opposition aux tozama daimyo ou clans « extérieurs »

## Généalogie du clan INaba
Le clan Inaba est originaire de la province de Mino. Ils prétendent descendre de Kōno Michitaka (d. 1374) qui prétend lui-même descendre de l'empereur Kanmu (736–805). Masakuni fait partie de la branche cadette des Inaba créée en 1588 et qui descend d'Inaba Masanari qui a combattu dans les armées d'Oda Nobunaga puis de Hideyoshi. En 1619, Masanari se voit accorder le domaine d'Itoigawa (25 000 koku) dans la province d'Echigo; puis en 1627, ses propriétés sont transférées au domaine de Mōka (65 000 koku) dans la province de Shimotsuke.  Les descendants de Masanari résident successivement au domaine d'Odawara (105 000 koku) dans la province de Sagami de 1632 à 1685; au domaine de Takata dans la province d'Echigo de 1685 à 1701; au domaine de Sakura dans la province de Shimōsa de 1701 à 1723.  
Les héritiers de Masakuni et autres descendants d'Inaba Masanari s'installent au domaine de Yodo (115 000 koku) dans la province de Yamashiro de 1723 jusqu'en 1868. Le chef de cette lignée du clan est fait « vicomte » au cours de l'ère Meiji dans le cadre du nouveau système nobiliaire mis en place par le gouvernement de Meiji.

## Fonctionnaire du shogunat Tokugawa
Masakuni exerce différentes fonctions au sein de l'administration du shogunat Tokugawa. Il est représentant du shogun, Kyoto shoshidai, durant la période allant du 4 mars 1804 au 5 octobre 1806.